# Абисално дъно
Абисално дъно или абисална равнина (на старогръцки: ἄβυσσος – „бездънен“) е самостоятелна морфоструктура, част от океанското дъно, разположена непосредствено след континенталното подножие. Разположено е на дълбочина от 3000 m до 6000 m и заема около 77% от площта на океанското дъно. Областите, с дълбочина повече от 6000 m обикновено се определят като ултраабисални. Изградено е от базалтови скали, припокрити с дълбоководни морски утайки. Характеризира се със слаба сеизмичност и ниска скорост на вертикалните движения на земната кора. Абисалните морски утайки включват предимно карбонатни тини (главно глобигеринови на дълбочина до 4500 m), кремъчни тини (радиоларийни) и червени глинести тини. В релефа преобладават обширни абисални равнини, котловини, плата, средноокеански хребети, прорязани от дълбоководни ровове (падини).
Водите в тази зона се характеризират с относително слаба подвижност, постоянни ниски температури (1 – 2 °C, в полярните области – под 0 °C), постоянна соленост (34,7‰ - 34,9‰) и постоянна плътност. Напълно отсъства слънчева светлина. Тези условия, както и огромното налягане, свойствено за абисалното дъно (20 – 110 Мн/м2 или 200 – 1100 кгс/см2), определят своеобразието на органичния свят.
- Абисална флора – представена е главно от някои бактериални форми.[1]
- Абисална фауна – дълбоководни животни, обитаващи най-големите морски дълбочини. Някои са със светещи органи, а други имат огромни очи.[1] Хранят се с животински или гниещи отпадъци. Включват различни групи безгръбначни и някои риби.
- Субабисална фауна – отличава се с рязко изразен ендемизъм и древност.[1]